# 尖鳍燕鳐
尖鳍燕鳐（学名：Cypselurus speculiger）为飞鱼科燕鳐属的鱼类。分布于印度洋、太平洋海域以及西沙群岛海域等，属于大洋性上层鱼类。